# Enrique Salcedo Molinuevo
Enrique Salcedo Molinuevo (Salamanque, 1871 - Ferrol, 1936) était un général espagnol.
Issu d’une famille de militaires, il servit d’abord longtemps dans des unités combattantes au Maroc et à Cuba, où il gravit rapidement les échelons grâce à ses mérites de guerre. De retour dans la métropole espagnole, il occupa plusieurs postes de haut commandement, dont en particulier, à la fin de sa carrière, celui de chef de la 8e Division organique basée à La Corogne. Au déclenchement du coup d’État militaire du 18 juillet 1936, il manifesta explicitement sa fidélité au gouvernement républicain légal, en dépit de sa vieille amitié avec Sanjurjo, chef désigné du mouvement rebelle, et des injonctions de Mola et Queipo de Llano de se joindre aux insurgés. Lorsque la rébellion éclata finalement à La Corogne le 20 juillet, il tenta en vain de s’y opposer activement. Mis en détention par les putschistes vainqueurs, il fut déféré devant un conseil de guerre, condamné à mort et fusillé.

## Biographie

### Carrière militaire
Né à Salamanque en 1871,, d’un père espagnol (le général de division José de Salcedo y González), et d’une mère philippine, Enrique Salcedo Molinuevo fut inscrit à l’âge de 17 ans à l’Académie d'infanterie de Tolède (es). Une fois diplômé, il participa aux campagnes militaires à Cuba, où il fut fait capitaine pour mérites de guerre. Ensuite, promu entre-temps lieutenant-colonel, il fut engagé dans la guerre du Rif, au Maroc, tant dans la zone orientale que dans celle occidentale, et participa à nombre d’actions de combat. Doté du grade de colonel, il commanda le régiment d’infanterie San Fernando et plusieurs colonnes, se distinguant en particulier dans les opérations de reconquête de la zone occidentale au lendemain du désastre d’Anoual,, ce qui lui valut une promotion au rang de général pour mérites de guerre et la médaille militaire individuelle en septembre 1923. Le 12 janvier 1917, Enrique Salcedo fut nommé commandant en chef du groupe de Réguliers indigènes « Larache » no 4, en remplacement de Federico  Berenguer Fusté. Le 12 juin 1919, il fut remplacé à son tour par Manuel González Carrasco.
Il épousa une jeune femme de Galice, Amalia Portela. En 1928, sous la dictature de Primo de Rivera, il monta au grade de général de division et fut nommé gouverneur militaire de Majorque. Il se trouvait occuper le poste de gouverneur militaire de Tarragone au moment où fut proclamée la République, et fit alors le choix de garder son statut de militaire d’active pendant toute la période républicaine. En août 1932, il s’abstint, en dépit de son amitié avec le général José Sanjurjo, de rallier la tentative (avortée) de coup d’État, dite Sanjurjada. Après que la République eut aboli les Capitaineries générales et leur eut substitué les dénommées divisions organiques, il se vit confier, peu avant les élections de 1936, le commandement de la 8e Division organique, avec siège à La Corogne, par le ministre de la Guerre Nicolás Molero Lobo, militaire lui aussi, puis, après l’avènement du Front populaire, fut confirmé dans ses fonctions par le nouveau ministre Carlos Masquelet.

### Coup d’État de juillet 1936

#### Prémices
Aux environs de mai 1936, le groupe de conspirateurs anti-républicains actif au sein de l’état-major de la 8e Division organique avait établi des contacts avec Mola et pris connaissance de ses plans. Le chef d’état-major de ladite division organique, le lieutenant-colonel Luis Tovar Figueras, avait eu des contacts sporadiques avec des conspirateurs de l’UME, cependant lui-même et les officiers de la division organique avaient pris le parti de ne pas être représentés au sein du Comité national de cette organisation. La prise de contact la plus directe eut lieu en mai ou juin, avec la visite d’un membre du Comité, le capitaine de la Garde civile José Rañal, qui communiqua à Tovar et au général Salcedo lui-même un ensemble de détails sur le mouvement militaire projeté, visite pendant laquelle Salcedo, aux dires de Tovar, écouta avec intérêt Rañal « sans prendre à l’encontre dudit officier aucune détermination ». Le commandant Fermín Gutiérrez Soto, détenteur du rang le plus élevé dans le groupe de conspirateurs et membre de l’état-major, s’était vu assigner une mission d’agent de liaison avec le commandement de la division organique, raison pour laquelle il eut quelques conversations avec Salcedo, et crut à tort avoir acquis le général à la cause des insurgés. Des déclarations faites par Gutiérrez Soto lors du procès de Salcedo il ressort que, si celui-ci était sans doute ambigu dans ses propos, il ne s’engagea pas devant Gutiérrez Soto à rejoindre les rangs des conspirateurs. Plus tard, pour dissimuler son erreur de jugement, Gutiérrez Soto insista lors du procès sur une supposée promesse de ralliement de Salcedo, lequel ralliement aurait été, toujours selon Gutiérrez Soto, tenue pour acquise par tout le corps d’officiers. Cette déposition de Gutiérrez Soto aura pour effet de faire apparaître la « trahison » de Salcedo sous un jour plus grave aux yeux du conseil de guerre, et contribuer par là à étayer sa condamnation à mort. L’attitude ambiguë de Salcedo se déduit également du fait qu’il s’est abstenu de faire part en haut lieu des indices de conspiration venus à sa connaissance.
Gutiérrez Soto, seul conspirateur actif au sein de l’état-major, mais non informé de l’imminence du soulèvement, était occupé, en sa qualité de responsable de la Section topographique, à des travaux de terrain à Ferrol quand le surprit la nouvelle de l’insurrection au Maroc. C’est à l’état-major de La Corogne que parvenaient les radiogrammes annonçant le soulèvement des 2e, 5e et 7e Divisions organiques dans la nuit du 18 au 19 juillet, et dans la matinée du 19 les nouvelles de la 6e division organique et, plus tard, du Haut-Commandement des Asturies. Chaque fois qu’une dépêche entrait annonçant le soulèvement de telle ou telle division organique, Tovar allait rejoindre le général Salcedo, lequel conseillait invariablement de rester calme. Dès les premières nouvelles en provenance de Séville et de Tétouan, Tovar s’adressa à Salcedo en lui « insinuant » — selon le terme utilisé par Tovar dans sa déposition devant le juge — la voie que devait suivre la 8e Division organique, mais Salcedo se tint fermement du côté du gouvernement légal, à la déception de ceux qui avaient escompté qu’il choisirait le camp des insurgés.
Les jours suivants, qui allaient être marqués par une expectative tendue, les autorités militaires de La Corogne (c’est-à-dire en l’espèce Salcedo et le général Caridad Pita, alors gouverneur militaire et chef de la 15e Brigade d’infanterie casernée dans cette ville) donnaient au gouverneur civil Pérez Carballo des assurances quant à leur loyauté à la République, nonobstant que le premier ait reçu dans la nuit du 18 juillet un télégramme de la part de Queipo de Llano lui enjoignant de rallier l’insurrection, suivi d’un appel téléphonique, le 19 juillet, du général Mola.
Le 19 juillet (l’insurrection n’eut pas lieu en Galice avant le 20), le député de Union républicaine, José Miñones, eut un entretien avec Salcedo, lors duquel le député le mit en garde contre le danger que sa participation au soulèvement comporterait pour sa carrière, à quoi Salcedo répliqua qu’il ferait ce que Sanjurjo lui indiquerait de faire ; cependant, aucune consigne ne pouvait plus lui parvenir de la part de son ami Sanjurjo, attendu que celui-ci avait péri ce même jour à Lisbonne dans un accident d’avion, alors qu’il se disposait à prendre la tête du soulèvement.
D’après Gutiérrez Soto, dans la nuit du 19, Salcedo appela auprès de lui le colonel Pablo Martín Alonso, qui commandait le régiment « Zamora » no 29, et « eut avec lui une très longue entrevue, où il le convainquit presque totalement que ce que le corps d’officiers envisageait de faire était une folie ». Martín Alonso, bien qu’ayant déjà participé en 1932 à la tentative de coup d’État dite Sanjurjada, avait été reconduit à son poste de commandement de ce régiment sous le biennat radical-cédiste.

#### Soulèvement militaire à La Corogne (20 juillet 1936)
L’attitude de Salcedo incita le chef d’état-major provisoire de la Capitainerie, le lieutenant-colonel Luis Tovar Figueras, à prendre les devants dans la matinée du 20 juillet, en envoyant des officiers insurgés se saisir des généraux Salcedo et Caridad Pita et en pilonnant le bâtiment du gouvernement civil, où le gouverneur Pérez Carballo tentait de résister au coup d’État avec l’appui de la Garde d'assaut (qui, à la différence de la Garde civile, ne s’était pas jointe au soulèvement).
Auparavant, Caridad Pita, à une heure très matinale ce même 20 juillet, avait inopinément fait irruption dans la salle des drapeaux où se tenaient plusieurs conspirateurs et, ayant conçu des soupçons, se disposait à couper court au soulèvement du Régiment d’infanterie de Zamora no 29 en allant avertir Salcedo à la Capitainerie générale que le colonel Martín Alonso et le lieutenant-colonel Montel, soutenus par Tovar, s’apprêtaient à se rebeller. Salcedo réagit à cette information en destituant Tovar au cours de la même matinée. Peu après, Caridad Pita fut promptement appréhendé par Martín Alonso. Le soulèvement à La Corogne éclata finalement le 20 juillet, quand vers onze heures du matin une vingtaine de commandants et d’officiers, convoqués pour une réunion dans le bureau de Salcedo, se livrèrent à une véritable mutinerie ; lors d’une altercation d’une grande violence verbale et physique, les insurgés acculèrent Salcedo dans son bureau et le sommèrent de prendre la tête du soulèvement, puis, celui-ci s’y étant refusé, le mirent en détention. (L’initiative de Salcedo de convoquer les chefs et officiers apparaît révélateur de la foi qu'il avait gardé dans la loyauté de la plupart des officiers et dans sa capacité à imposer son autorité.)
Le colonel du Génie Enrique Cánovas Lacruz, le haut-gradé comptant la plus grande ancienneté, fut désigné pour remplacer Salcedo et décréta l’état de guerre à La Corogne.

#### Détention et exécution
Salcedo, mis en détention, fut ensuite rapidement transféré à Ferrol, en même temps que le général Caridad Pita, sur le navire postal Plus Ultra, aménagé en prison militaire. Les deux hommes, incarcérés dans le château San Felipe à Ferrol avant d’être déférés devant un conseil de guerre le 24 octobre 1936 sur l’incrimination de trahison, furent condamnés à mort et fusillés le 9 novembre dans le même château San Felipe.
Le général Franco rejeta la requête de clémence présentée par la veuve du général Sanjurjo.
Quant aux motifs ayant poussé Salcedo (ainsi que Caridad Pita) à demeurer loyal au gouvernement constitué, les dépositions de ces deux généraux devant la justice des insurgés permettent de s’en faire une représentation. Pour justifier son refus de rallier le soulèvement, Salcedo déclara en avoir été empêché

« par ce que j’estimais être un devoir de ma charge et de ma conscience ainsi que par la fidélité à la parole donnée et au serment prêté par ma signature, tout cela réitéré devant le Président du Conseil des ministres et devant le ministre de la Guerre lorsque je vins prendre possession du commandement de la 8e Division, puis plus tard, au mois de mars passé, devant celui qui était alors Président du gouvernement, monsieur Azaña, auxquels j’ai promis sur mon honneur loyauté et obéissance dans ma fonction, tout cela renouvelé trois ou quatre jours avant les faits que je relate, lors d’un entretien téléphonique avec le ministre de la Guerre d’alors. »

Dans sa décision de rester loyal au pouvoir légal ont pu jouer aussi, selon l’historien Carlos Fernández Santander, l’expérience manquée de la Sanjurjada ainsi que le fait qu’à l’âge de 65 ans, il n’était séparé que d’un an à peine de son départ à la retraite.